# 藤咲あゆな
藤咲 あゆな（ふじさき あゆな、7月14日 - ）は、日本の脚本家、ジュニアノベル作家。東京都出身。

## 略歴
目黒区出身。駒澤大学法学部政治学科卒業。日本脚本家連盟ライターズスクール所属中に、集英社の青年漫画大賞（現 YJ青年漫画大賞）原作部門で準入選し、漫画原作者としてデビュー。1994年には女性向け小説誌「Cobalt」ノベル大賞において、1994年下期コバルト読者大賞を受賞（藤上貴矢（ふじがみきや）名義）し、小説家としても活躍する。その後、藤咲あゆなに改名しドラマCDの脚本も手がけ、2005年にはアニメ『ARIA The ANIMATION』で、初めてテレビアニメの脚本も手がける

。
蟹座のO型。愛称は、あゆあゆ。

## 作品リスト

### テレビアニメ
- ARIAシリーズ
  - ARIA The ANIMATION （2005年） - 第9・11・13話脚本
  - ARIA The NATURAL （2006年） - 第2・3・8・11・18・19・25話脚本
  - ARIA The ORIGINATION （2008年） - 脚本
- 彩雲国物語 第1シリーズ （2006年-2007年） - 第2・9・14・22・27・32話脚本
- 金色のコルダ〜primo passo〜 （2006年-2007年） - 第10・14・15・21話脚本
- ナイトウィザード The ANIMATION （2007年） - シリーズ構成・脚本
- ネオ アンジェリーク Abyss （2008年） - 脚本
- ネオ アンジェリーク Abyss -Second Age-  - （2008年）脚本
- ヴァンパイア騎士 （2008年）脚本
- ヴァンパイア騎士 Guilty （2008年） - 脚本
- スキップ・ビート! （2008年） - 脚本
- 伝説の勇者の伝説 （2010年） - 脚本
- 悪魔のリドル （2014年） - 脚本
- 金色のコルダ Blue♪Sky （2014年） - 脚本
- 大図書館の羊飼い （2014年） - 脚本
- ダイヤのA actII （2019年） - 脚本

### テレビドラマ
- ここはグリーン・ウッド 〜青春男子寮日誌〜 （2008年） - シリーズ構成・脚本

### OVA
- 伝心 まもって守護月天! （2000年-2001年） - 第6・7巻脚本

### 小説

#### 藤上緑名義
- 星の破片 （Cobalt 1991年2月号掲載） - 『隔月刊誌Cobalt』内、第31回短編小説新人賞佳作入選

#### 藤上貴矢名義
- なつかしの雨 （Cobalt 1995年2月号掲載） - 1994年下期コバルト読者大賞受賞
- 風雅 〜希望の翼〜  - 雑誌コバルト 1995年4月号掲載
- 学園戦隊バトルフォース （コバルト文庫） - イラスト：由羅カイリ　
  - 学園戦隊バトルフォース オペレーションG
- 聖戦記KAZUMA （コバルト文庫） - イラスト：高月悟里
- ToHeart2 Short Stories （GAME NOVELS） - イラスト：E=MC2

#### 藤咲あゆな名義
- 小説 浪漫倶楽部 （エニックス COMIC NOVELS） - 原作・イラスト：天野こずえ
  - お化け銀杏の伝説
  - II 帰ってきた幽霊船
- ARIA 水の都と哀しき歌姫の物語 （MAG-Garden NOVELS） - 原作・イラスト：天野こずえ
- ARIA 四季の風の贈り物（MAG-Garden NOVELS） - 原作・イラスト：天野こずえ、著：藤咲あゆな・岡田麿里・吉田玲子・浦畑達彦
- 小説 まもって守護月天! （エニックス COMIC NOVELS） - 原作・イラスト：桜野みねね
  - キネマの天地へようこそ!
  - II お姫様のお気の向くまま!
  - III スウィート・サマー・アゲイン（上）
  - IV スウィート・サマー・アゲイン（下）
  - V いつかめぐり逢うために
  - VI ラブレターをあなたに
  - VII 夏夜幻夢奇譚
  - VIII 大地と君と四季のうた
  - IX 夢のかたち愛のかたち!
  - X いつの日か、あなたと。
  - XI いつまでも君のそばに
  - マルチストーリーSpecial ハッピー・サマー・メモリーズ
- まもって守護月天! パーフェクトガイドブック内『―小説―「魔法のランプにおねがい」』 - 少年ガンガン編集部編
- GEMINI Tomorrow never knows （Gファンタジーノベルズ） - イラスト：川添真理子
- 魔法通信マジカルピッピ（EXノベルズ）  - イラスト：高坂りと
- ミステリーアイズ （電撃文庫） - イラスト：忍青龍
- マシュマロ通信 クラウドがやってきた! （カラフル文庫） - 原作：山本ルンルン、ウィーヴ、イラスト：スタジオコメット、KATSUKI
- ムーンライト・ワンダーランド （カラフル文庫） - イラスト：椿しょう
  - オオカミ少年と不思議な仲間たち
  - オオカミ少年と伝説の秘宝
  - オオカミ少年と国境の騎士団
  - オオカミ少年と白薔薇の巫女
- ナイトメア戦記（フォア文庫） - イラスト：矢野ユキエ
  - 夢の戦士誕生
  - かがやく明日
  - 星空に願いを
  - 戦士たちの夏
  - 海の上の陰謀
- NHK天才てれびくんMAX 天てれドラマ傑作集２（ポプラ社） - 共著：ひろのみずえ
- NHK天才てれびくんMAX 天てれドラマ傑作集３（ポプラ社） - 共著：竹石聖悟
- 紫の末裔 （B's-LOG文庫） - イラスト：藤丘ようこ
  - 紫の末裔
  - 紫の末裔 学園王子の秘密
- 小説 涼風 スタートラインを越えて（KCノベルス） - 原作・イラスト：瀬尾公治
- Saint October （コナミノベルス） - 原案：熊坂省吾（コナミデジタルエンタテインメント）、イラスト：きぃら〜☆
- 魔天使マテリアル（ポプラカラフル文庫） - イラスト：藤丘ようこ
  - 目覚めの刻
  - 華麗なる罠
  - 忘れえぬ絆
  - 青の間奏曲
  - 風のキセキ
  - 月下の戦慄
  - 片翼の天使
  - 揺れる明日
  - 銀の夜想曲
  - 黒闇の残響
  - 真白き閃光
  - 運命の螺旋
  - 憂いの迷宮
  - 翠の輪舞曲
  - 哀しみの檻
  - 孤独の騎士
  - 罪深き姫君
  - 昏き森の棺
  - 藍の独唱曲
  - 鈍色の波動
  - BLOOD
  - 秘めた願い
  - 紅の協奏曲
  - 偽りの王子
  - 刹那の境界
  - 軋む地平線
  - 禁断の系譜
  - 夢幻の離宮
  - 破魔の聖女
  - 明日への扉
- ヴァンパイア騎士（LaLa Novels） - 原作：樋野まつり
  - 憂氷の罪
  - 漆黒の罠
  - 煌銀の夢
- ネオ アンジェリーク（GAMECITY文庫） - イラスト：梶山ミカ
  - 女王の翼
  - 崩壊の序曲
  - 天使の選択
- レンタル執事（Web小説） - イラスト：凪かすみ
- レンタル執事 （B's-LOG文庫） - イラスト：凪かすみ
  - オレが執事になった理由
  - 派遣先は小説よりも奇なり
  - お嬢様のお気の向くまま
- 七香＊あろまちっく!（青い鳥文庫） - イラスト：椿しょう
  - 花占いで事件解決！？
  - 幽霊出現！？花見だワッショイ！
  - 夏だ！祭りだ！占い師は大忙し！？
- 黒薔薇姫シリーズ（ポプラポケット文庫） - イラスト：椿しょう
  - 黒薔薇姫と7人の従者たち
  - 黒薔薇姫と正義の使者
  - 黒薔薇姫と幽霊少女
  - 黒薔薇姫と忍びの誓い
  - 黒薔薇姫と鋼の騎士
  - 黒薔薇姫の秘密のお茶会
  - 黒薔薇姫となやめる乙女
  - 黒薔薇姫と勇者の証
  - 黒薔薇姫と７人の仲間たち
- タイム★ダッシュシリーズ（Ｙａ！フロンティア） - イラスト：天海うさぎ
  - タイム★ダッシュ　Ⅰ
  - タイム★ダッシュ　Ⅱ
  - タイム★ダッシュ　Ⅲ
- ラブφサミット（B's-LOG文庫） - イラスト：ぽぽるちゃ
  - ラブφサミット 恋はある朝、突然に
  - ラブφサミット 恋の罠は甘い誘惑
- 戦国アンジェリーク 太陽の国と炎の使者（B's-LOG文庫） - イラスト：羽鳥まりえ
- やさしい悪魔（集英社みらい文庫） - イラスト：椿しょう 
  - やさしい悪魔 I 世界の破滅を君の手に
  - やさしい悪魔 II　世界は青く美しい
  - やさしい悪魔 III　この限りある世界の果てで
- めちゃコワ！ 最凶怪談（集英社みらい文庫） - イラスト：黒裄
- ちょーコワ！ 最凶怪談（集英社みらい文庫） - イラスト：マルイノ
- 戦国姫（集英社みらい文庫） - イラスト：マルイノ
  - 花の巻
  - 鳥の巻
  - 風の巻
  - 月の巻
  - 茶々の物語
  - 濃姫の物語
  - 井伊直虎の物語
  - 瀬名姫の物語
  - 松姫の物語
  - 初の物語
  - 今川・武田・北条　三国同盟の姫君たち
  - 綾姫の物語
  - 細川ガラシャの物語
  - 織田の姫君たち
  - 江の物語
  - 武田の姫君たち
  - 甲斐姫の物語
  - 千姫の物語 はかない恋と大坂城落城
  - 徳川家康と運命の姫君たち　於大の方、瀬名姫ほか
  - 姫君たちの恋 織田信長×生駒吉乃、伊達政宗×愛姫ほか
  - 落城の姫君たち 明智光秀の娘・倫姫、石田三成の妻・うた ほか
- 新島八重ものがたり -桜舞う風のように-（集英社みらい文庫） - イラスト：暁かおり
- 天国の犬ものがたり（小学館ジュニア文庫） - 原作：堀田敦子、イラスト：環方このみ
  - 〜ずっと一緒〜
  - 〜わすれないで〜
  - 〜未来〜
  - 〜夢のバトン〜
  - 〜ありがとう〜
  - 〜天使の名前〜
  - 〜僕の魔法〜
  - 〜笑顔をあげに〜
  - 〜はじめまして〜
  - 〜扉のむこう〜
  - 〜幸せになるために〜
  - 〜HOME ホーム〜
  - 〜いつも一緒〜
  - 〜待ち人〜
  - 〜MOTHER〜
  - 〜ゆうき〜
  - ～ゆめのつづき～
  - ～すくすくすくすく～
- 黒田官兵衛 天才軍師ここにあり（ポプラポケット文庫） - イラスト： ホマ蔵
- 初音ミクポケット ポケットの中の絆創膏（ポプラポケット文庫） - 協力：みきとP、イラスト：naoto
- マジカル★トレジャー 戦国時代にタイムトラベル!?（集英社みらい文庫） - イラスト：フライ
- となりのユーレイ（すこし不思議文庫） - 表紙：岩崎美奈子
- 少年メイド スーパー小学生・千尋におまかせ!（角川つばさ文庫） - 原作・イラスト：乙橘
- 戦国武将列伝（ポプラポケット文庫） - イラスト：ホマ蔵 
  - <疾>の巻
  - <風>の巻
  - <怒>の巻
  - <濤>の巻
- 源平の姫君たち（招き猫文庫） - 表紙： 山田南平
  - 紅の章
  - 白の章
- 世界のプリンセス －薔薇の章－（集英社みらい文庫） - イラスト：マルイノ
- 真田幸村 日本一の兵（ポプラポケット文庫） - イラスト：ホマ蔵
- 小説スキップ・ビート! キョーコの全力フルコース!（花とゆめコミックススペシャル） - 原作・イラスト：仲村佳樹
- 西郷隆盛 -幕末 維新の巨人-（ポプラポケット文庫） - イラスト：森川侑
- ど根性ガエル ピョン吉物語（岩崎書店） -  原作：吉沢やすみ、イラスト：栗原一実
- 本当にあった? 恐怖のお話・怪（PHP研究所） - アンソロジー、イラスト：shimano
- 幕末姫 （集英社みらい文庫） - イラスト：マルイノ
  - 葵の章
  - 桜の章
- 幕末英雄列伝（ポプラポケット文庫） - イラスト：森川侑
  - <迅>の章 坂本龍馬 中岡慎太郎 岩倉具視 大久保利通
  - <雷>の章 吉田松陰 久坂玄瑞 高杉晋作 桂小五郎
  - <風>の章 勝海舟 佐久間象山 ジョン万次郎 アーネスト・サトウ
  - <烈>の章 土方歳三 徳川慶喜 河井継之助 松平容保
- 新・歴史人物伝（駒草出版） - イラスト：おおつきべるの
  - 土方歳三
  - 織田信長
- 小説 家政夫のナギサさん （ハーパーコリンズ・ジャパン プティルノベルス） - 原作：四ツ原フリコ
  - 小説 家政夫のナギサさん 上
  - 小説 家政夫のナギサさん 下
- セカイのハテナ（ポプラキミノベル） - イラスト：岩崎美奈子
  - セカイのハテナ
  - セカイのハテナ 2 時の方舟
  - セカイのハテナ 3 ラストチルドレン
- 源平姫（集英社みらい文庫） - イラスト：マルイノ
  - 飛花の章 平時子／巴御前ほか
  - 落葉の章 静御前／建礼門院徳子ほか
- 絶滅動物物語（小学館ジュニア文庫） - 原作・絵：うすくらふみ、監修：今泉忠明
  - もう二度と会えないキミへ
  - かえらぬ命を思うとき
- 平安姫 かがやく宮廷の才女たち　紫式部、清少納言ほか（集英社みらい文庫） - イラスト：マルイノ
- 源氏物語 光る君とみやびなる姫たち（集英社みらい文庫） - 作：紫式部、イラスト：マルイノ
- 家事代行サービス事件簿 ミタちゃんが見ちゃった!?（小学館ジュニア文庫） - 名義：藤咲あゆなwithハニーカンパニー、イラスト：中嶋ゆか
  - 家事代行サービス事件簿 ミタちゃんが見ちゃった!?
  - 家事代行サービス事件簿 ミタちゃんが見ちゃった!? ごちそうレシピで名推理!!
- 大奥 将軍に愛された女たち 春日局、お万の方 ほか（集英社みらい文庫） - イラスト：マルイノ

### CD
- まもって守護月天!シリーズ
  - まもって守護月天! VOL.1 I LOVE YOUが言いたくて -  脚本
  - まもって守護月天! VOL.2 魔法のランプにおねがい - 脚本
  - まもって守護月天! 完全攻略CD-ROM内『シャオのフォット日記』 - 脚本
  - ドラマCD 伝心 まもって守護月天!  - 第1・2巻(うち4、5話)脚本
  - ドラマCD 伝心 まもって守護月天!  - 第3 - 8巻脚本
  - まもって守護月天! 再逢〈Retrouvailles〉Drama CD - 全3巻脚本
- ARIAシリーズ
  - コミックブレイドドラマCDシリーズ「ARIA」 Drama CD  - 全2巻脚本
  - ARIA The ANIMATION Drama CD - 全3巻脚本
  - ARIA The ANIMATION パーフェクトガイドブック - ドラマCD脚本
  - ARIA The NATURAL Drama CD - 脚本
  - ARIA The NATURAL パーフェクトガイドブック - ドラマCD第2話脚本
  - ARIA The ORIGINATION Drama CD - 全3巻脚本

### その他
- キャラクターブック まもって守護月天! シャオ編  - エッセイ
- キャラクターブック まもって守護月天! ルーアン編  - エッセイ
- キャラクターブック まもって守護月天! キリュウ編  - エッセイ
- ラジオ『シャオと太助の今夜も守護月天!』 - ゲスト出演
- インターネットラジオ『灯里・藍華・アリスのARIA The STATION Neo VENEZIA INFORMALE』 - 脚本
- インターネットラジオ『ARIA the Station Due』 - ドラマ脚本、クイズ出題（第41回）
- インターネットラジオ『ARIA The STATION Tricolore』 - ドラマ脚本
- インターネットラジオ『ARIA The STATION Tricolore』 - ゲスト出演（第40回）
- 「ナイトウィザード The ANIMATION」DVD初回限定版付属ブックレット「月刊ナイトウイザード」連載リプレイ - プレイヤー（神田和泉）
- ARIA The ORIGINATION 〜蒼い惑星のエルシエロ〜 - シナリオ監修
- 漫画 レンタル執事 -シナリオ
- 漫画 ラブφサミット -シナリオ
- 漫画 戦国アンジェリーク -シナリオ
- 解説本 戦国姫 - 51人のお姫さま大図鑑 - - 監修